# Uljana Havemann

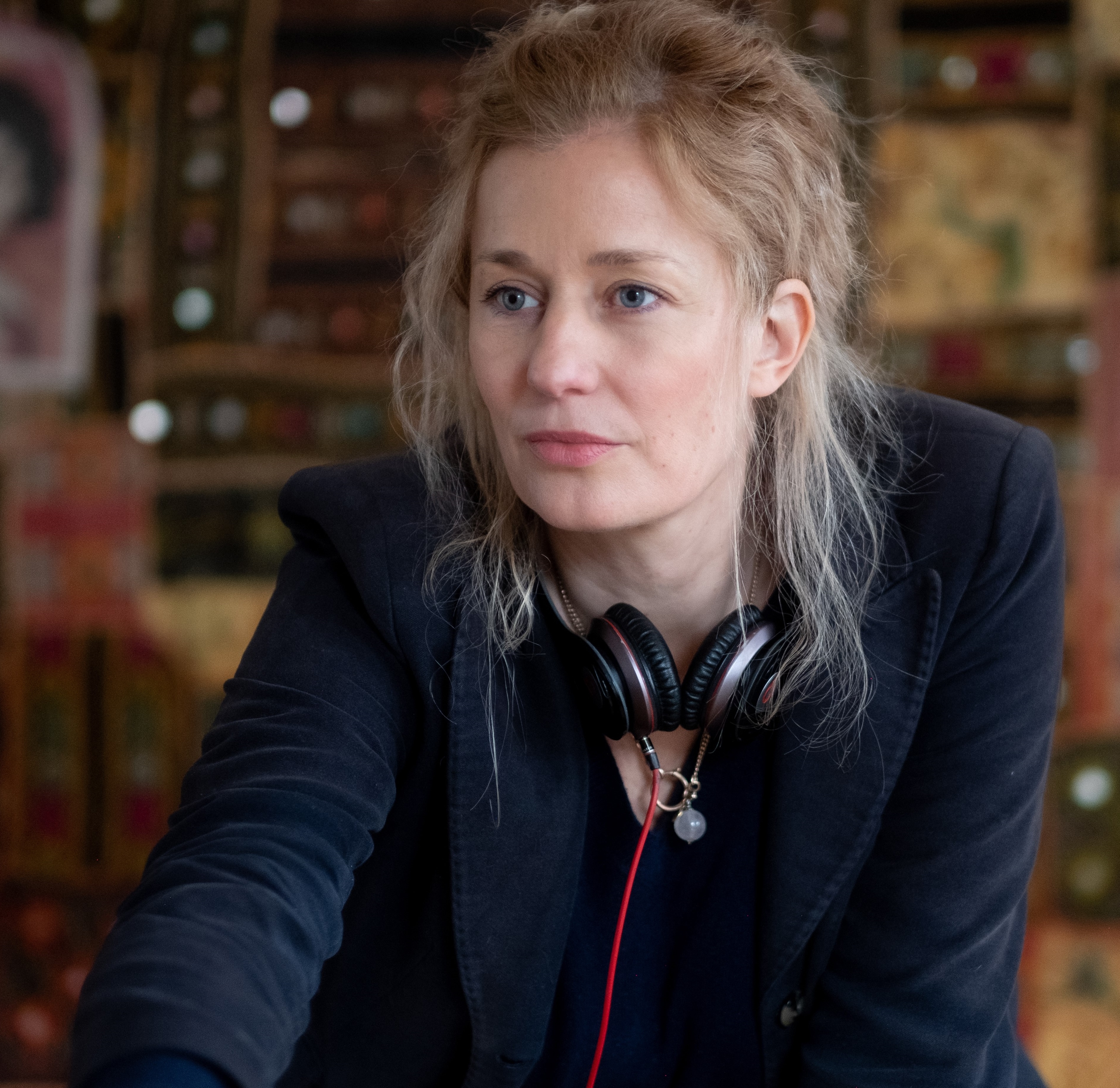
Uljana Havemann (2020)

Uljana Havemann (* 16. Oktober 1973 in Ost-Berlin; † 3. August 2025 in Berlin) war eine deutsche Filmregisseurin und Drehbuchautorin, die vor allem durch Fernsehfilme und -serien bekannt wurde, darunter der auf Arte ausgestrahlte Spielfilm Der Fall Marianne Voss (2024), Der Alte und die Nervensäge sowie Folgen von SOKO München und Ein Fall für zwei.

## Leben
Sie wurde in Ost-Berlin geboren, wo sie auch aufwuchs. Ihre Mutter war Russin und Kunsthistorikerin, ihr Vater stammte aus der DDR und arbeitete als Physiker. Sie war eine Enkelin des DDR-Regimekritikers Robert Havemann.
Uljana Havemann studierte Theaterwissenschaft und Psychologie in Babelsberg und an der Humboldt-Universität zu Berlin. Ein Aufbaustudium an einer Filmakademie in Los Angeles schloss ihre Ausbildung ab. Ab 2017 lehrte sie am Schauspielinstitut der Kunstuniversität Graz.
Am 4. Juli 2025 heiratete sie ihren langjährigen Partner, den Filmproduzenten Thomas Kufus, in Berlin. Sie starb am Morgen des 3. August 2025 im Krankenhaus Havelhöhe in Berlin an den Folgen einer Krebserkrankung.

## Wirken
Havemann sammelte zunächst Erfahrungen an Berliner Bühnen – unter anderem als Darsteller- und Regieassistentin am Berliner Ensemble und an der Schaubühne – und arbeitete früh auch beim Film, etwa als Casterin. Sie entwickelte Drehbücher und Serienkonzepte (etwa zu Glaube Liebe Hoffnung) und realisierte eigene Kurzfilme wie Einer ist immer dabei und Brooklyn Bridge. Einem breiteren Fernsehpublikum wurde sie durch erfolgreiche Folgen von SOKO München und Ein Fall für zwei bekannt. Zu ihren Fernsehfilmen zählen Der Alte und die Nervensäge sowie der 2024 auf Arte debütierte Spielfilm Der Fall Marianne Voss; letzterer wurde zudem im ZDF ausgestrahlt.
Ihr Werk kreist – so der Theaterverlag Henschel Schauspiel – behutsam um Beziehungen in ihren glücklichen und weniger glücklichen Facetten: um Liebespaare, Familien, Großväter und „Nervensägen“, um Zuneigung, Geheimnisse sowie ausgesprochene und unausgesprochene Konflikte, für die sie präzise Bilder zu finden verstand. Nach ihrem Tod stellte das ZDF den Film Der Fall Marianne Voss erneut in seine Mediathek.

## Filmografie (Auswahl)

### Regie
- 2000: Einer ist immer dabei (One is always there) (Kurzfilm)
- 2002: Brooklyn Bridge (Kurzfilm)
- 2004: Geheimnisvolle Freundinnen (Fernsehfilm)
- 2011: The Appointment (Kurzfilm)
- 2012: Shadow Dreams (Kurzfilm)
- 2012: All my Life (Kurzfilm)
- 2014: Der Weg zu 24h Jerusalem – Eine Produktionsgeschichte (Dokumentarfilm)
- 2018–2019: SOKO München (Fernsehserie, 5 Folgen)
- 2019: Ein Fall für zwei (Fernsehserie, 2 Folgen)
- 2020: Der Alte und die Nervensäge (Fernsehfilm)
- 2021: Die Eifelpraxis (Fernsehreihe, 2 Folgen)
- 2022: Ein Sommer auf Langeoog (Fernsehreihe)
- 2024: Der Fall Marianne Voss (Fernsehfilm)